# Naturalienkabinett Waldenburg

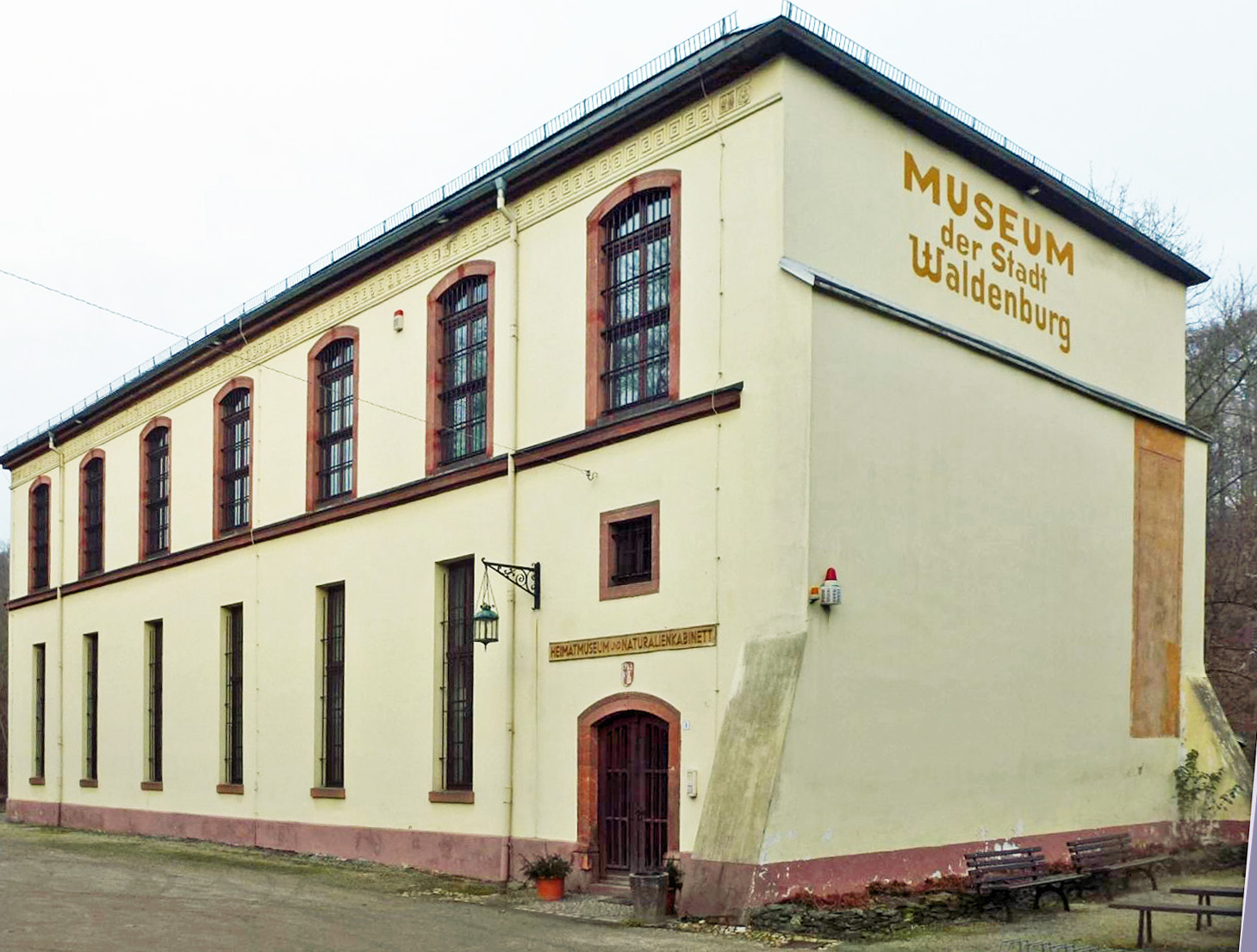
Museum – Naturalienkabinett Waldenburg. Neubau von 1847 mit ehemaliger Remise im Erdgeschoss

Im Museum – Naturalienkabinett in Waldenburg (Sachsen) befindet sich noch heute das Naturalienkabinett der Fürsten von Schönburg-Waldenburg, das dort seit den 1840er Jahren im Außenbereich von Schloss Waldenburg seinen Bestand hat. Neben Objekten aus dem Naturreich (Mineralogie, Paläontologie, Fisch- und Reptiliensammlung, Conchilien, Vogel- und Säugetiersammlung, Herbarien) zeigt das Museum astronomische und physikalische Gerätschaften sowie kunsthandwerkliche Exponate aus der Barockzeit. Eine kleine ethnologische Sammlung bildet den Abschluss. Der überwiegende Teil der Exponate wurde im 19. Jahrhundert zusammengetragen. Der Museumsgründer, Fürst Otto Victor I. von Schönburg-Waldenburg (1785–1859), beauftragte ab 1838 seinen Forstsecretaire und späteren Oberförster Gustav Adolf Gieße (1807–1846), entsprechende private Sammlungen für ein naturhistorisches Museum anzukaufen.

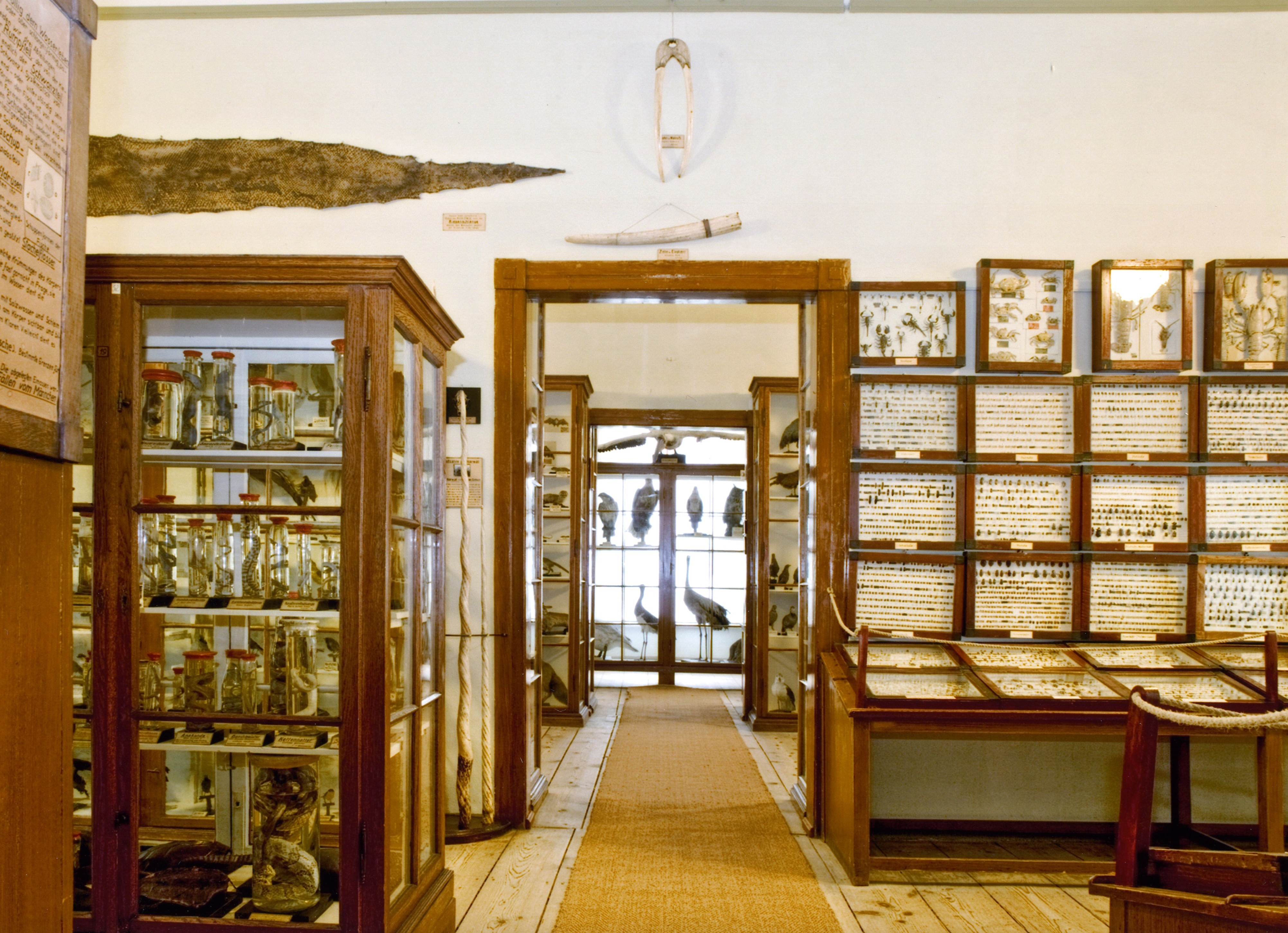
Blick in das historische Naturalienkabinett

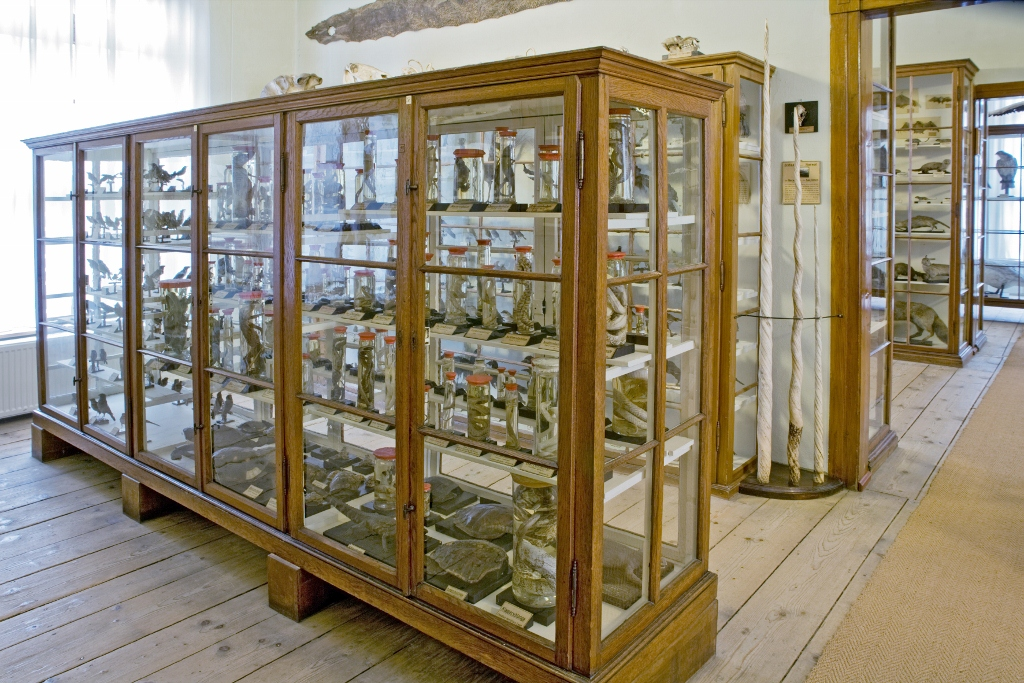
Spirituspräparate aus der barocken Sammlung der Apothekerfamilie Linck

Den Anfang machte eine kleine Mineraliensammlung, die 1839 vom Apotheker Karl Ferdinand Reichel (1800–1860) aus Hohenstein, übernommen wurde. 1840 erwarb Gieße für den Fürsten die Gliedertiersammlung von Karl Gerhardt aus Leipzig und eine Vogelsammlung vom Zuckerbäcker Karl Ferdinand Oberländer (1805–1866) aus Greiz. Letztere umfasste 1200 Tiere. Nach über einjähriger Verhandlung kaufte Fürst Otto Victor I. im Dezember 1840 eine reichhaltige Sammlung von Kunstwerken und Naturalien der Leipziger Apothekerfamilie Linck an. Damit kam eine bürgerliche Kunst- und Wunderkammer nach Waldenburg, die zwischen 1670 und ca. 1800 zusammengetragen und zuvor in der Löwen-Apotheke in Leipzig ausgestellt worden war. Ausschlaggebend für den Ankauf der Linck-Sammlung war deren Reichhaltigkeit und Vielseitigkeit.
1840 entschied Fürst Otto Victor I. kurzerhand, die schon im Bau befindliche Reithalle hinter dem Marstall im Außenbereich des Schlosses so erweitern zu lassen, dass über dem Reitraum ein volles Geschoss zur Aufstellung der Naturaliensammlungen entstand. Nur wenige Jahre später bereiteten die klimatischen Bedingungen den aufbewahrten Naturalien und Präparaten im Reitbahnboden Schwierigkeiten, sie begannen zu schimmeln.
Daraufhin beschloss 1845/46 Otto Victor einen Neubau an die Reithalle anzuschließen, der zum einen als Remise im Erdgeschoss dienen sollte und zum anderen als Museum im Obergeschoss konzipiert und eingerichtet wurde. Im 19. und 20. Jahrhundert erweiterten die Schönburger in Waldenburg noch einmal die Bestände. So kam 1846 die ägyptische Mumie Shep-en-Hor nach Waldenburg, um 1910 die afrikanischen und rumänischen Jagdtrophäen des Fürsten Otto Viktor II. In der Zeit zwischen den Weltkriegen wurde die Sammlung neu geordnet und das Gebäude zurückhaltend umgestaltet (Treppenhaus).
Heute kommt ein bedeutender museumsgeschichtlicher Aspekt hinzu: Selten konnten Raritätenkabinette so vollständig wie in Waldenburg erhalten bleiben. Es ist somit ein Dokument der Wissenschafts- und Sammlungsgeschichte der Barockzeit. Die im 19. Jahrhundert verwirklichte Präsentation der Objekte in einem Schaumagazin ist in weiten Teilen bis heute original erhalten und steht, wie das gesamte Gebäude, unter Denkmalschutz. Bei manchen Stücken geht es auch um deren koloniale Herkunft.
Herausragende Sammlungsstücke sind ein mechanisches Weltsystem von W. J. Blaeu (1650), ein Gärtnerscher Brennspiegel (um 1700), seltene farbige Gläser von Johannes Kunckel um 1690 und das einzigartige Präparat eines menschlichen Fetus mit umfangreichen Fehlbildungen, das als „Hühnermensch von Taucha“ (1735) publiziert wurde.
Inzwischen widmet sich die Leitung des Museums der Provenienz der Objekte insbesondere im Hinblick auf Raubkunst. Dargestellt in der MDR-Dokumentation „Wie in Waldenburg koloniale Raubkunst erforscht wird“.

## Galerie

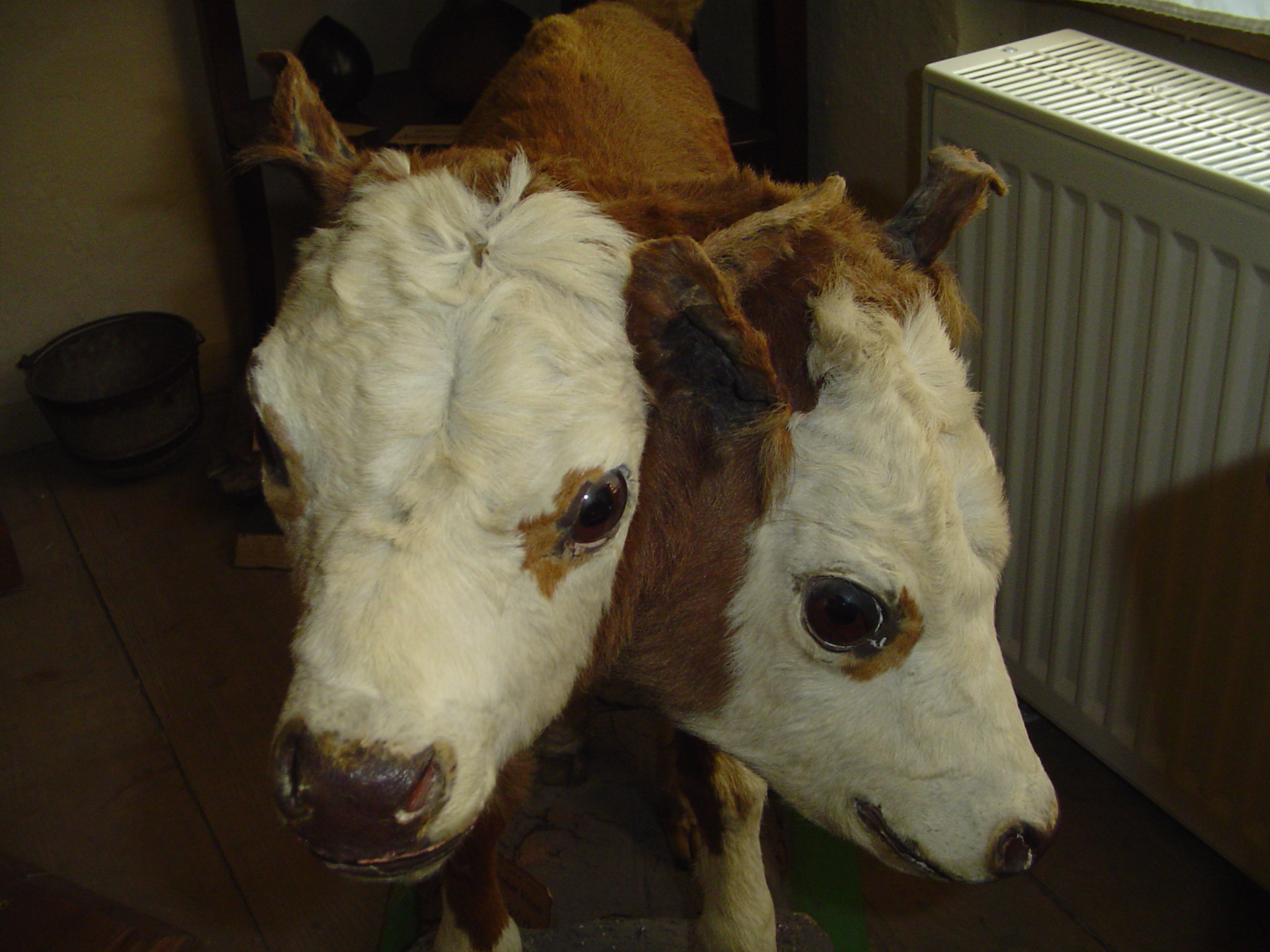
Ein Kalb mit Dizephalie
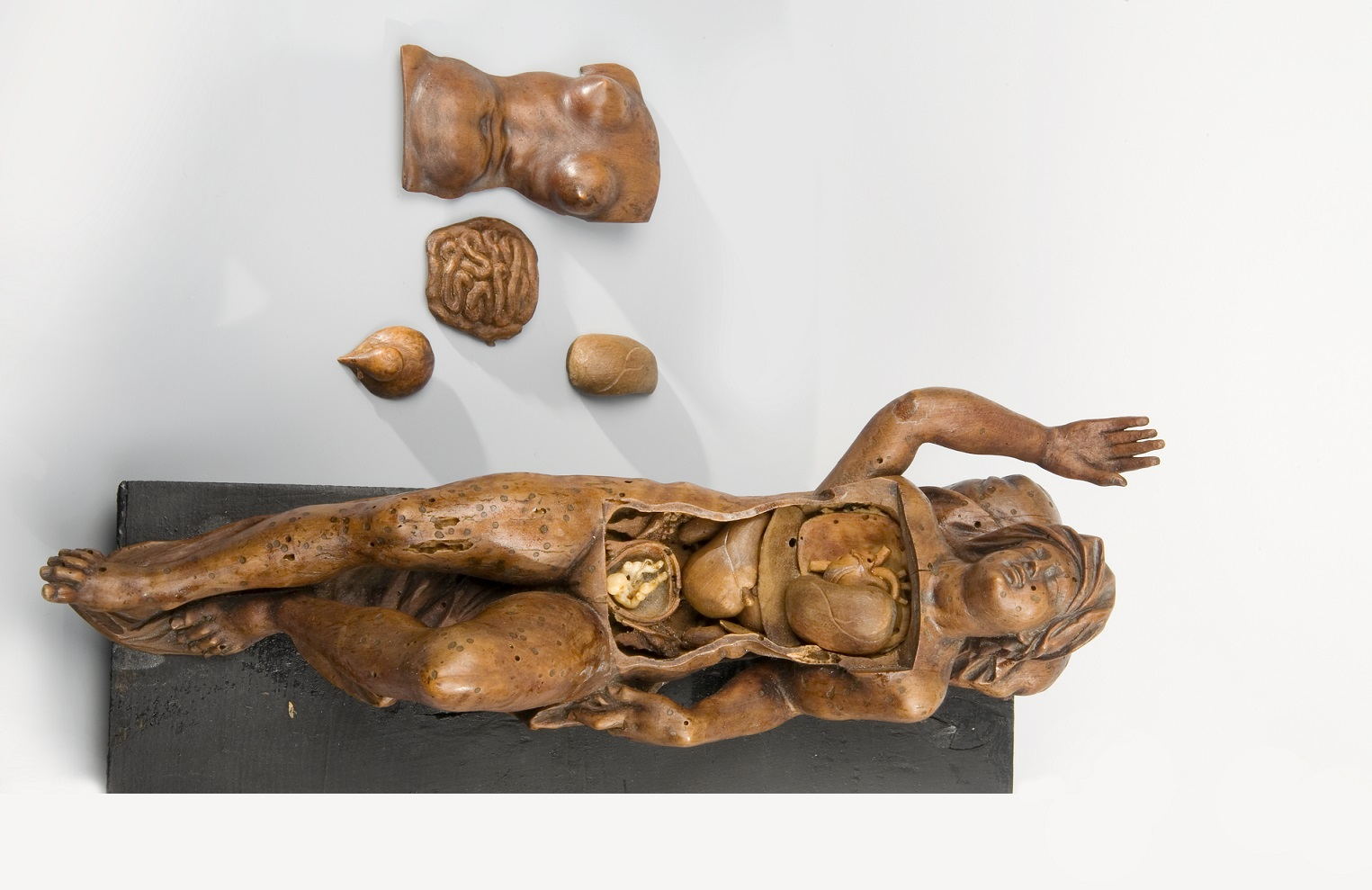
Holzanatomie einer schwangeren Frau (um 1650)
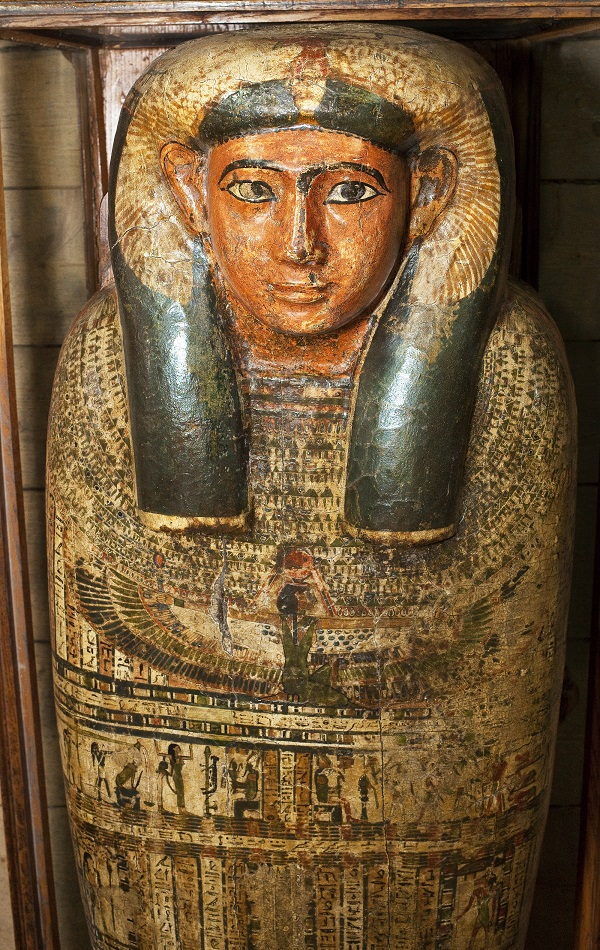
Mumie Shep-en-Hor (um 650 v. Chr.)
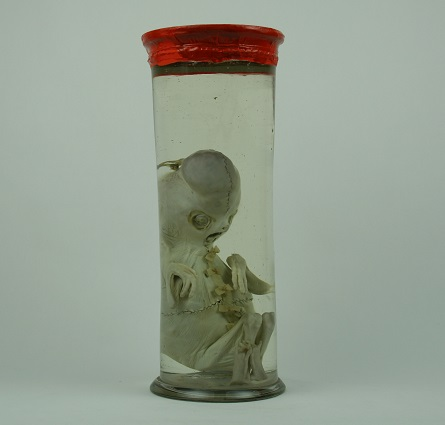
1735 geborener „Hühnermensch von Taucha“
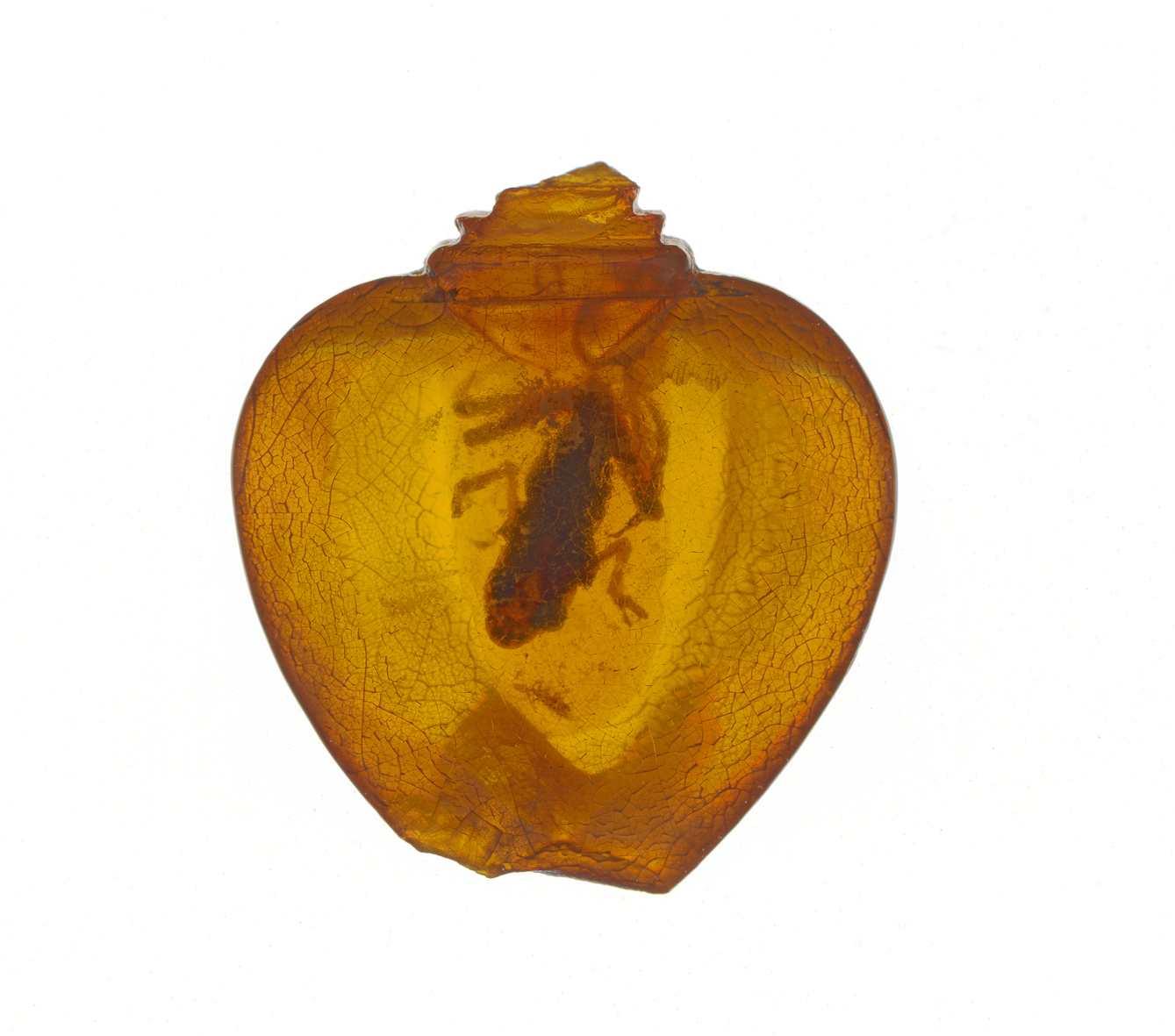
Bernsteininkluse mit Froschmumie (barocke Fälschung)
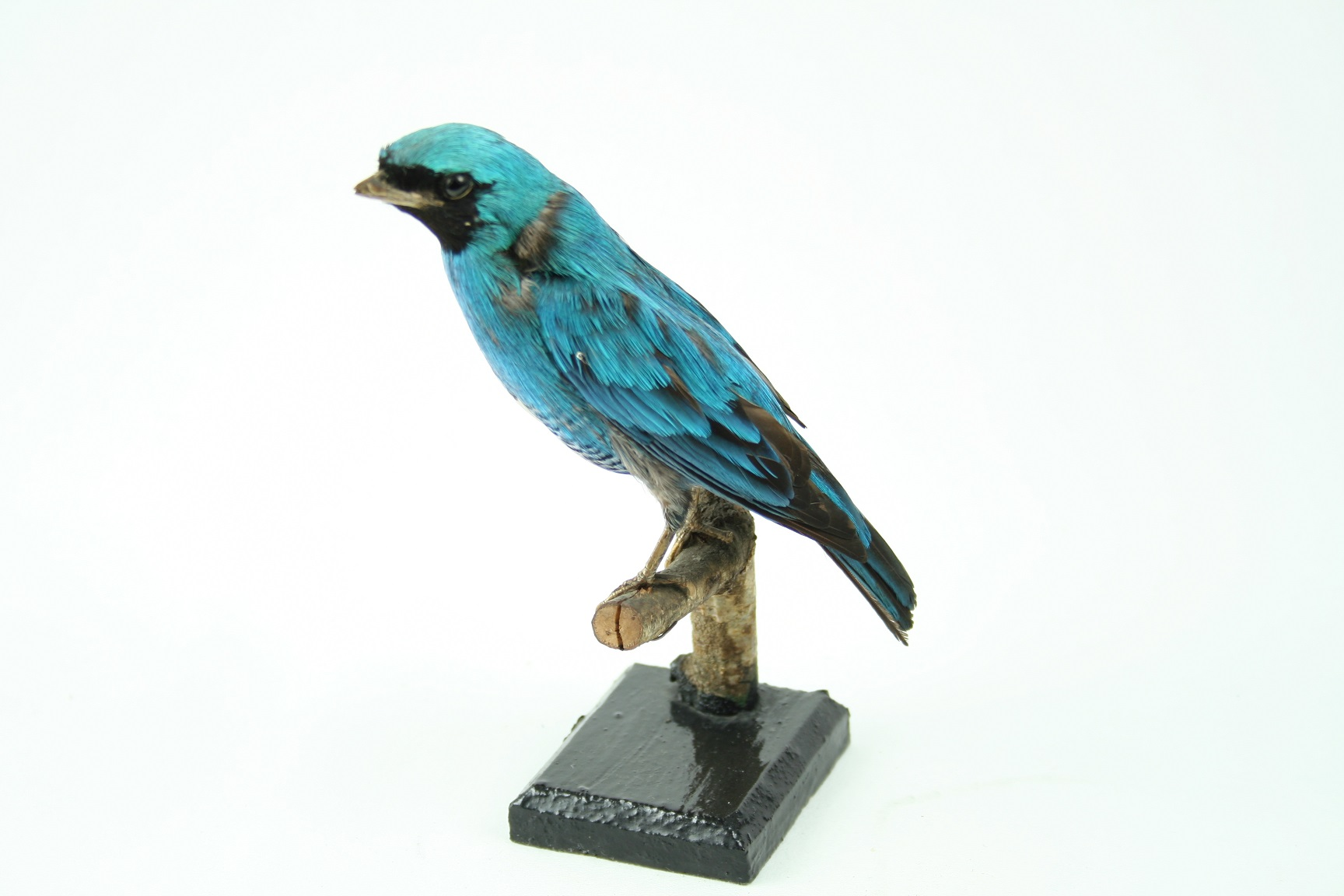
Tangarenpräparat (19. Jh.)
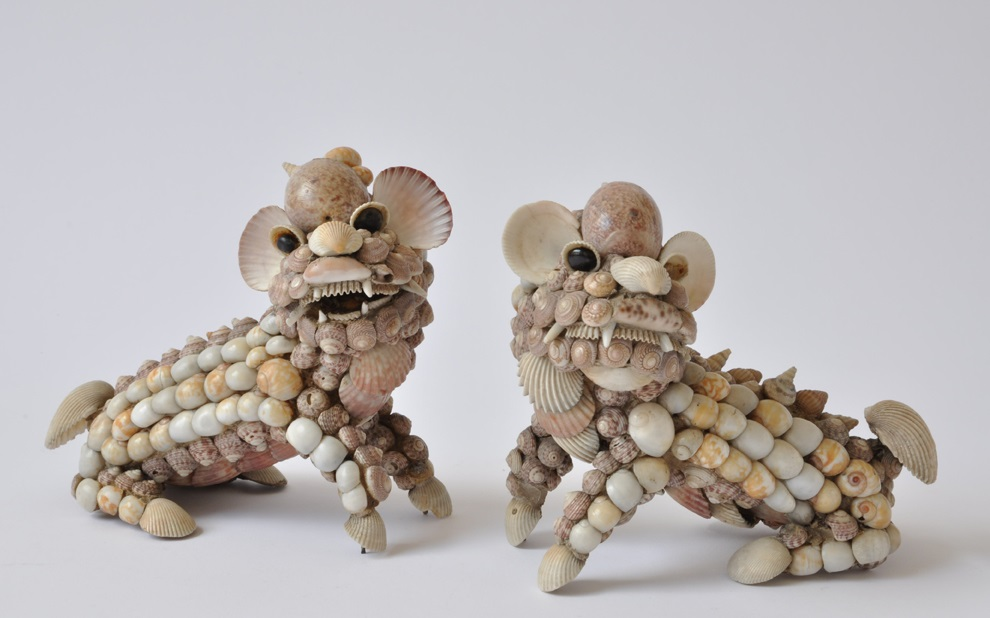
Chinesische Glückshunde/Fu-Hunde (foo-dogs) aus Muscheln (17. Jh.)